# خاویر تولدو
خاویر تولدو (اسپانیایی: Javier Toledo‎؛ زادهٔ ۲۴ آوریل ۱۹۸۶) بازیکن فوتبال اهل آرژانتین است.

## باشگاهی
از باشگاه‌هایی که در آن بازی کرده‌است می‌توان به باشگاه فوتبال اتلتیکو پارانائنزه، باشگاه فوتبال کولو-کولو، باشگاه فوتبال الاهلی عربستان سعودی، باشگاه فوتبال روساریو سنترال، و باشگاه فوتبال پنیارول اشاره کرد.